# Schiffer Miklós
Schiffer Miklós (Budapest, 1965. július 8. –)  magyar író, üzletember, divat- és stílustanácsadó, divatszakértő.

## Tanulmányok
Polgári családba született Budapesten. Középiskolai tanulmányait 1978-tól 1982-ig a szentendrei Ferences Gimnáziumban végezte. Az érettségit követően egy évet a Budapesten akkor nyílt Pierre Cardin budapesti üzletében dolgozott, majd letöltötte egy éves sorkatonai szolgálatát.
Tanulmányait az ELTE Állam- és Jogtudományi Karán folytatta, ahol megszerezte doktori diplomáját.

## Életpálya
Már az egyetemi évei alatt kereste a kapcsolatot nagy divatcégekkel, 1992-től egy német-magyar tulajdonú cég művészeti igazgatója, majd ügyvezetője volt, nevéhez fűződött a Hugo Boss márka magyarországi 1993-as bevezetése és forgalmazása. 1993-ban a Corvinus Kempinski Hotelben megnyitotta a Schiffer fashion üzletét, amit két további belvárosi üzlet követett. Ezekben olyan jelentős férfi márkákat forgalmazott, mint a Nino Cerruti, a Valentino, a Louis Feraud és a Gianfranco Ferré.
1996-tól a René Lezard márka kizárólagos magyarországi forgalmazója lett, és üzletet nyitott. A kilencvenes évek végén a magyar Griff férfikonfekció vállalat művészeti vezetője volt egy évig. 1998-ban létrehozta a Schiffer Consulting rendszert,  amelynek alapvetése az „esztétikai profizmus” tanítása és fejlesztése a stílus szemszögéből. Tanácsadói és előadói tevékenysége, pódiumbeszélgetős műsorai kiterjedtek a kormányzati, az önkormányzati, a multinacionális, a nagyvállalati és a privát szférára egyaránt. Több vállalatnak Schiffer készítette el a corporate dress-code-ját.
A divattervezést is folytatta, 2008-ban született meg a Schiffer Upper Class vonal, a férfiaknak szánt, kézzel, méretre, Olaszországban elkészített terméke.
Schiffer 2013- ban megnyitotta a Schiffer Upper Class üzletét méretes ruházattal, ingekkel, olasz konfekcióval.

## Írói munkásság
Schiffer 20 éven belül 10 könyvet írt a kommunikáció, a viselkedési szabályok, az ízlés, a divat és a stílus tárgykörében. Ez az alkotói termékenység, különösen ebben a lehatárolt tematikában nemzetközi mércével mérve is egyedül álló Európában.
2000- ben debütált Schiffer első két könyve, a Stílusos nő és a Stílusról férfiaknak címmel. 2009- ben Summum Bonum címmel a világ építészetével foglalkozó albuma, majd 2010-ben a két kötetes Gentleman Style Book látott napvilágot, mely egy férfiaknak szóló átfogó stílus kalauz.
2015- ben két új könyvvel jelentkezett, ezek a Schiffer – stílus / férfi – a korszerű öltözet, és a Schiffer – stílus / nő – a korszerű öltözet címmel jelentek  meg. 2018- ban jelent meg a Köszönöm, kérem kötete, amely egy viselkedési tanácsadó, illemkönyv. 2020- ban mutatta be a színek világáról szóló könyvét A színes könyv címmel. 2021-ben a Schiffer – stílus / férfi – a korszerű öltözet második, átdolgozott kiadása is megjelent. Schiffer folyamatosan szerepelt a médiában, a „magyarországi stílusevangélistaként” is emlegetik.

## Média
A magyar média állandó szereplője, keresett interjúalany, számos írás jelent meg róla.
Schiffer a sajtó mellett a YouTube-on is megtalálható, előadásai, interjúi megannyi videón fedezhetőek fel.

A könyvírás mellett Schiffer folyamatosan publikál magazinokban és internetes portálokon. Ezek közé tartozik többek közt a Dining Guide,   a Roadster, a Dívány, az OnBRANDS,  a Nők Lapja,  a Bronson Men,  az egy. a Gentleman, a Forbes Magyarország, és a Mandiner.

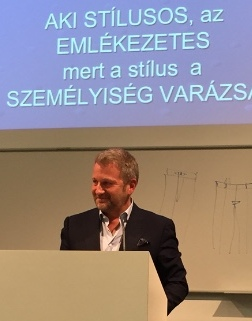
Schiffer Miklós előadást tart Budapesti Műszaki és Gazdaságtudományi Egyetemen (2020)

## Közösségi média
Schiffer 2011-ben hozta létre a Facebookon a Schiffer Miklós Stílus oldalát, mely rövid időn belül nagy népszerűségre tett szert, közel 100.000-en követik a divattal, dizájnnal és életstílussal kapcsolatos bejegyzéseit.

## Egyéb tevékenységek
Schiffer 2010- óta a füredi Anna bál zsűrijének tagja, 2012- óta a zsűri elnöke.
2015 és 2017 között Schiffer a Nespresso a kampány egyik magyarországi képviselője volt; 2015 óta a BMW Group Magyarország, majd a BMW WALLIS márkanagykövete lett.
Schiffer 2015- től belsőépítészeti és lakberendezési tanácsadással is elkezdett foglalkozni. 2021- ben a Tipton kézzel készített szemüveg-márkával együttműködve piacra dobta a limitált darabszámban megjelenő szemüvegkeretét, mind optikai, mind napszemüveg verzióban.
2021- ben a show műsorok világában is megjelent, a Dancing With The Stars magyarországi évadának zsűritagja volt.

## Család
Elvált, fia Olivér, 1994-ben született.

## Bibliográfia
| SZERZŐ                           | CÍM                        | KIADÓ                                                    | MEGJELENÉS ÉVE | ISBN              |
| Schiffer Miklós                  | A STÍLUSOS NŐ              | Officina’ 96                                             | 2000           | 963-9026-81-2     |
| Schiffer Miklós                  | STÍLUSRÓL FÉRFIAKNAK       | Officia’96                                               | 2000           | 961-9026-522      |
| Schiffer Miklós Petrovszky Gábor | SUMMUM BONUM               | Walker & Williams                                        | 2008           | 978-963-06-61997  |
| Schiffer Miklós                  | GENTLEMANS STYLE BOOK I-II | Generál Média Kft                                        | 2010           | 978-963-08-1154-5 |
| Schiffer Miklós                  | SCHIFFER STÍLUS – FÉRFI    | Lábnyom Kiadó                                            | 2015           | 978-615-80317-1-4 |
| Schiffer Miklós                  | Schiffer STÍLUS- NŐ        | Lábnyom Kiadó                                            | 2015           | 978-615-80317-0-7 |
| Schiffer Miklós                  | KÖSZÖNÖM, KÉREM            | Lábnyom Kiadó                                            | 2018           | 978-615-8115-0-8  |
| Schiffer Miklós                  | SZÍNES KÖNYV               | Lábnyom Kiadó                                            | 2020           | 978-615-81115-1-5 |
| Schiffer Miklós                  | SCHIFFER STÍLUS- FÉRFI II. | Lábnyom Kiadó                                            | 2021           | 978-615-81115-2-2 |
| Nicolas Schiffer                 | STILUL VESTIMENTAR         | Román nyelven a Schiffer Stílus férfi könyv Editura Casa | 2017           | 978-606-787-063-3 |